# Campeonato Potiguar 1990
In 1990 werd het 71ste Campeonato Potiguar gespeeld voor voetbalclubs uit de Braziliaanse staat Rio Grande do Norte. De competitie werd gespeeld van 8 januari tot 20 mei en georganiseerd door de Federação Norte-rio-grandense de Futebol. Er werden drie toernooien gespeeld. In het eerste toernooi werden er twee bekers gespeeld, de Taça Cidade do Natal en de Taça Cidade de Mossoró, deze toernooien werden simultaan gespeeld en niet achter elkaar. De andere twee toernooien waren één groepsfase. Omdat ABC alle drie de toernooien won was er geen verdere finale om de titel meer nodig. 

## Eerste toernooi

### Taça Cidade do Natal
| Plaats | Club                | Wed. | W | G | V | Saldo | Ptn. |
| ------ | ------------------- | ---- | - | - | - | ----- | ---- |
| 1.     | ABC                 | 4    | 3 | 1 | 0 | 8:3   | 7    |
| 2.     | Alecrim             | 4    | 2 | 1 | 1 | 7:5   | 5    |
| 3.     | América de Natal    | 4    | 2 | 0 | 2 | 11:11 | 4    |
| 4.     | Baraúnas            | 4    | 1 | 1 | 2 | 8:10  | 3    |
| 5.     | Potiguar de Mossoró | 4    | 0 | 1 | 3 | 6:11  | 1    |

|  | Geplaatst voor finale |

### Taça Cidade de Mossoró
| Plaats | Club                | Wed. | W | G | V | Saldo | Ptn. |
| ------ | ------------------- | ---- | - | - | - | ----- | ---- |
| 1.     | América de Natal    | 4    | 1 | 3 | 0 | 2:0   | 5    |
| 2.     | Baraúnas            | 4    | 1 | 3 | 0 | 1:0   | 5    |
| 3.     | ABC                 | 4    | 1 | 3 | 0 | 3:2   | 5    |
| 4.     | Alecrim             | 4    | 1 | 1 | 2 | 3:3   | 3    |
| 5.     | Potiguar de Mossoró | 4    | 0 | 2 | 2 | 1:5   | 2    |

|  | Geplaatst voor finale |

### Finale
In geval van gelijkspel wint de club met het beste resultaat uit de groepsfase. 
| Team #1          | Tot.  | Team #2 | 1ste wed | 2de wed | 2de wed |
| ---------------- | ----- | ------- | -------- | ------- | ------- |
| América de Natal | 3 - 3 | ABC     | 1 - 0    | 2 - 2   | 0 - 1   |

## Tweede toernooi
| Plaats | Club                | Wed. | W | G | V | Saldo | Ptn. |
| ------ | ------------------- | ---- | - | - | - | ----- | ---- |
| 1.     | ABC                 | 4    | 2 | 2 | 0 | 7:3   | 6    |
| 2.     | América de Natal    | 4    | 2 | 2 | 0 | 6:4   | 6    |
| 3.     | Baraúnas            | 4    | 1 | 1 | 2 | 3:4   | 3    |
| 4.     | Potiguar de Mossoró | 4    | 1 | 1 | 2 | 3:6   | 3    |
| 5.     | Alecrim             | 4    | 0 | 2 | 2 | 2:4   | 2    |

|  | Play-off |

### Play-off
In geval van gelijkspel wint ABC omdat het meer goals had in de competitie. 
|                 |     |       |                  |  |
| 25 april Finale | ABC | 1 – 1 | América de Natal |  |
| 25 april Finale |     |       |                  |  |

### Derde toernooi
| Plaats | Club                | Wed. | W | G | V | Saldo | Ptn. |
| ------ | ------------------- | ---- | - | - | - | ----- | ---- |
| 1.     | ABC                 | 4    | 3 | 1 | 0 | 6:0   | 7    |
| 2.     | América de Natal    | 4    | 3 | 0 | 1 | 3:1   | 6    |
| 3.     | Alecrim             | 4    | 1 | 2 | 1 | 2:4   | 4    |
| 4.     | Baraúnas            | 4    | 1 | 1 | 2 | 2:6   | 3    |
| 5.     | Potiguar de Mossoró | 4    | 0 | 0 | 4 | 0:2   | 0    |

|  | Geplaatst voor finale |

## Kampioen
| Campeonato Potiguar de 1990 |
| Rio Grande do Norte         |
| --------------------------- |
| ABC Kampioen (40° titel)    |